# Autódromo Internacional Nelson Piquet
El Autódromo Internacional Nelson Piquet fue un autódromo localizado en el barrio de Jacarepaguá de Río de Janeiro, Brasil. El circuito se construyó sobre terrenos pantanosos que habían sido drenados y acondicionados, resultando en una pista plana y sin elevaciones importantes. Albergó el Gran Premio de Brasil de Fórmula 1 en diez ocasiones y a carreras de diferentes categorías de automovilismo entre 1978 y 2012, año en que fue cerrado y demolido para hacer espacio a instalaciones para los Juegos Olímpicos de 2016.
Uno de sus principales atractivos fue el estar situado entre los morros de Río, proporcionando un escénico paisaje a los eventos realizados durante su existencia.

## Historia
El circuito fue inaugurado en 1978, pocos días antes de albergar por primera vez el Gran Premio de Brasil de Fórmula 1 de ese mismo año. El circuito estuvo ausente del calendario de la categoría los siguientes dos años, volviendo en la temporada de 1981 debido a los problemas de seguridad que presentaba el autódromo de Interlagos en São Paulo. En 1988 fue renombrado en honor al piloto brasileño Nelson Piquet tras la conquista de su tercer y último título mundial en 1987. En medio de los problemas económicos sufridos por la ciudad de Rio, Jacarepaguá albergó su última carrera de Fórmula 1 en la temporada de 1989, antes que el Gran Premio de Brasil volviese a Interlagos en 1990.
El circuito también albergó el Gran Premio de Brasil de Motociclismo del Campeonato Mundial de Motociclismo en nueve oportunidades (1995-1997 y 1999-2004), y la serie CART cinco veces (1996-2000), con la Fórmula 3 Sudamericana como telonera en 1999 y 2000.
Las dos primeras usaban un circuito mixto de aproximadamente 5.000 metros de longitud. El trazado presenta varias características que lo distinguen, como sus dos rectas principales y sus numerosas curvas de radio constante. Pasar por este tipo de curvas ─en especial las más rápidas del circuito─ con un Fórmula 1 de la época podía llegar a generar fuerzas de entre 2.5 y 4 G que se ejercían sobre el piloto por más de un segundo.
La CART disputó sus carreras en un óvalo llamado Emerson Fittipaldi Speedway, de 3000 metros de extensión y con forma de paralelogramo. Su primera y última curva eran poco peraltadas y extremadamente cerradas para un óvalo de esa longitud. Pese a sus largas rectas, el récord de vuelta, marcado por Christian Fittipaldi en 1999, es de 38.565 segundos a una velocidad promedio de 174.002 mph (279,969 km/h), más baja que la de óvalos cortos y chatos como Milwaukee, Nazareth, New Hampshire y Phoenix
A principios de 2005, se elaboró un proyecto para demoler parcialmente el circuito, y construir en el lugar liberado el Complejo Deportivo Ciudad de los Deportes, para ser usado en los Juegos Panamericanos de 2007. La extensión de la nueva pista se redujo a 3.336 metros, tras lo cual continuó recibiendo a categorías locales como el Stock Car Brasil y la Fórmula 3 Sudamericana. Debido a la celebración de los Juegos Olímpicos de 2016 en la ciudad, el resto del autódromo se demolió a fines de 2012, para dar cabida a más instalaciones deportivas.

## Ganadores

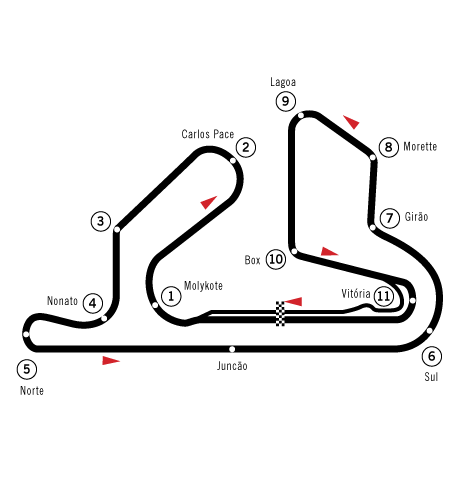
Trazado del autódromo de Jacarepaguá durante su época de Fórmula 1.

### Fórmula 1
| Año  | Piloto           | Constructor    | Fecha       | Resultados |
| ---- | ---------------- | -------------- | ----------- | ---------- |
| 1978 | Carlos Reutemann | Ferrari        | 29 de enero | Resultados |
| 1981 | Carlos Reutemann | Williams-Ford  | 29 de marzo | Resultados |
| 1982 | Alain Prost      | Renault        | 21 de marzo | Resultados |
| 1983 | Nelson Piquet    | Brabham-BMW    | 13 de marzo | Resultados |
| 1984 | Alain Prost      | McLaren-TAG    | 25 de marzo | Resultados |
| 1985 | Alain Prost      | McLaren-TAG    | 7 de abril  | Resultados |
| 1986 | Nelson Piquet    | Williams-Honda | 12 de abril | Resultados |
| 1987 | Alain Prost      | McLaren-TAG    | 23 de marzo | Resultados |
| 1988 | Alain Prost      | McLaren-Honda  | 3 de abril  | Resultados |
| 1989 | Nigel Mansell    | Ferrari        | 26 de marzo | Resultados |

### CART World Series

Trazado oval denominado Emerson Fittipaldi Speedway, que se encontró emplazado por encima y sobre el antiguo Autódromo Internacional Nelson Piquet al utilizar parte de la recta Juncao.

| Año  | Piloto             | Automóvi               | Equipo   |
| ---- | ------------------ | ---------------------- | -------- |
| 1996 | André Ribeiro      | Lola Honda             | Tasman   |
| 1997 | Paul Tracy         | Penske Ilmor-Mercedes  | Penske   |
| 1998 | Greg Moore         | Reynard Ilmor-Mercedes | Forsythe |
| 1999 | Juan Pablo Montoya | Reynard Honda          | Ganassi  |
| 2000 | Adrián Fernández   | Reynard Ford-Cosworth  | Patrick  |